# Sophie Ulliac-Trémadeure
Sophie Ulliac-Trémadeure, née le 19 germinal an II à Lorient et morte le 21 avril 1862 à Paris, est une femme de lettres, romancière, journaliste et éducatrice française.

## Biographie
Elle est l'enfant unique de Marie Guyardet de Trémadeure, originaire de Pont-Scorff et d'Henry Ulliac, descendant d'une famille de procureurs du roi au Parlement de Bretagne, les Ulliac de Kerleau, originaire de Vannes. Henry Ulliac, bien qu'intéressé à succéder à son propre père comme architecte du roi du port de Lorient, s'engage, par la force des événements, dans l'armée nationale deux ans avant la naissance de Sophie, en 1792. Ses connaissances scientifiques (il est l'inventeur du gaz d'éclairage avec Philippe Lebon)  le conduisent à exercer les fonctions d'ingénieur militaire, puis à devenir officier du génie. Il quitte Lorient pour Paris. Sophie et sa mère le rejoignent en 1799. En 1809, il entre au service de Jérôme Bonaparte, alors roi de Westphalie qui le traite amicalement. Il s'installe à Cassel comme directeur du Génie et des Travaux et encourage son épouse et sa fille à le rejoindre. Celles-ci ne gagnent Cassel qu'en 1810, ayant préalablement à cette expatriation choisi de rendre visite à la famille à Lorient, à son manoir de Pont-Scorff et Quimperlé. En 1812, le colonel Ulliac prend part à la campagne de Russie, et notamment à la retraite de la Bérézina, où il est nommé général (mais le brevet se perd dans la débâcle), et est fait prisonnier près de Riga. Il n'est libéré qu'à la Restauration, avec une santé détériorée. À Versailles, il retrouve sa femme et sa fille, qui, sans nouvelles de lui, ont dû quitter précipitamment la Westphalie. Sophie a alors 20 ans. Elles sont alors voisines d'une poète, Victoire Babois depuis 1813.
Henry Ulliac, qui n'a pas pu faire confirmer par le gouvernement de Louis XVIII son nouveau grade de général, se trouve placé, comme de nombreux officiers de l'armée napoléonienne, en demi-solde, considéré de plus en tant qu'officier du défunt Royaume de Westphalie comme étranger. La situation financière de la famille Ulliac est désormais fragile. Une connaissance de la famille, Alexandre Duval, directeur du Théâtre de l'Odéon, connaissant les capacités de Sophie, lui conseille de travailler comme traductrice, d'auteurs allemands par exemple, maîtrisant parfaitement cette langue, pour disposer d'une source de revenus supplémentaires. Sophie Ulliac hésite, n'échappant pas à certains préjugés de son époque sur les femmes de lettres et les bas-bleus. Elle se décide pourtant à suivre le conseil. En adoptant plusieurs pseudonymes, elle se met à traduire à la fin des années 1810 des romans d'August Lafontaine, auteur allemand fécond et apprécié : Le petit harpiste (paru sans nom d'auteur), puis La comtesse de Kieburg, et Agnès et Bertha.
À partir de 1821, elle se consacre à l'écriture de romans ou nouvelles, et à la rédaction de traités d'éducation, entre autres (pour reprendre ceux cités par Marie-Nicolas Bouillet dans son Dictionnaire) : Contes aux jeunes Agronomes, Laideur et Beauté, Histoire de Jean-Marie, Le petit Bossu et Claude Bernard la Pierre de touche, couronnée par la Société de l’instruction élémentaire, le Legs d’un père, Émilie ou la Jeune fille auteur, Étienne et Valentin, les Contes de la mère l’Oie, Nouvelles Scènes du Monde réel. L'écriture devient une passion tout en étant source de revenus, elle écrit plus d'une cinquantaine d'ouvrages. Après s'être protégé sous divers pseudonymes (Châteaulin, Dudrezène, Trémadeure, Eugène L., Fernand de Lastour, Louis Mariadec…), elle se résout progressivement à écrire sous son véritable nom. Elle publiera encore sous pseudonyme en 1832 Eliska ou les Français en pays conquis, épisodes de l'histoire contemporaine, qui lui permet de témoigner des méfaits, voire des crimes commis lors de l'occupation de l'Allemagne par l'Armée révolutionnaire puis impériale. L'Académie française lui décerne en 1841 le prix Montyon de l'Académie Française pour Claude Bernard ou le gagne-petit, en le préférant au Curé de village d'Honoré de Balzac.
La presse féminine est alors en plein développement. Romancière et éducatrice, elle trouve là un autre mode d'expression, et collabore au Journal des femmes dirigé par Fanny Richomme, et au Conseiller des femmes d'Eugénie Niboyet. Elle y vulgarise les travaux de William Herschel, de Pierre-Simon de Laplace ou de François Arago dont elle suit les cours en les prenant en notes. De 1835 à 1855, elle dirige à son tour le Journal des jeunes Personnes, dont elle assure le succès.
Elle est chargée d'une inspection de la prison de femmes de Clermont (Oise), à la suite de laquelle elle met toute son influence pour améliorer la condition des détenues, en leur ouvrant des formations en vue de faciliter leur réinsertion. Elle rencontre Elizabeth Fry dans le cadre de sa mission. Une délégation de Persans venus à pied d'Iran s'étant présenté à Paris pour obtenir le soutien de la France à leur situation, elle les reçoit aimablement, s'occupe de leurs conditions de vie. L'auteur des Anecdotes orientales et autres apologues (un de ses premiers livres) veille à ce qu'ils soient reçus en haut-lieu grâce à ses articles. En 1861, peu de temps avant sa mort, elle publie sa dernière oeuvre, une remarquable et intéressante autobiographie, qui témoigne de toute une époque : Souvenirs d’une vieille femme.

## Son œuvre
- Frédéric Brack, ou l'Élève des Bohémiens, roman de J. G. Muller ["sic"], traduit de l'allemand sur la 2e édition, par Mlle S.-U. Dudrézène Paris : G.-C. Hubert, 1826
- [Traduction] L'Autocrate du village, ou l'Art de devenir ministre, chroniques de la Poméranie suédoise... Paris , 1828. 2e éd.
- Le Petit bossu, ou la Famille du sabotier, livre de lecture courante pour les enfants et pour les adultes, Paris : L. Colas , 1833
- Histoire de Jean-Marie, par Mlle Ulliac Trémadeure, ouvrage couronné par la Société pour l'instruction élémentaire, le 19 mai 1833, Paris : I. Pesron , 1833
- Émilie, ou la Jeune fille auteur, ouvrage dédié aux jeunes personnes, par Mlle Ulliac Trémadeure, Édition : Paris : Didier, 1837
- Les insectes, entretiens familiers sur l'histoire naturelle des insectes, Paris : Didier, 1838
- Les oiseaux entretiens familiers sur l'histoire naturelle des oiseaux, Paris : Didier, 1838
- Esquisse de l'origine et des résultats des associations de femmes pour la réforme des prisons en Angleterre ; suivie de Quelques conseils pour l'organisation des associations locales, Paris : Didier, 1838
- Bibliothèque de la jeune fille, par Mlle S. Ulliac Trémadeure, ornée de belles lithographies et planches d'histoire naturelle et d'astronomie dessinées par Gabriel Montaut. Astronomie et météorologie, Paris : Desforges , (1842-1843)
- Un présent de noces, ou Instruction aux jeunes épouses sur les soins à donner aux enfants en bas âge. Traduit de l'anglais "Conseils d'une mère à ses filles" Édition : (Paris,) : impr. de Guillois, 1843.
- Les jeunes naturalistes, ou Entretiens sur l’histoire naturelle des animaux, des végétaux et des minéraux, Paris : Didier, 1852.
- La Maîtresse de maison, par Mlle S. Ulliac Trémadeure, Paris : L. Hachette, 1859
- Secrets du foyer domestique, par Mlle S. Ulliac Trémadeure, etc. Paris : E. Maillet, 1861
- Souvenirs d'une vieille femme, Paris : E. Maillet , 1861

## Ses idées
Ses romans, ses traités d'éducation, ses articles dans la presse féminine naissante et son autobiographie reflètent de profondes contradictions entre d'une part son aspiration à la création littéraire, ainsi que sa profonde conviction (forgée par son propre parcours) d'une nécessaire émancipation des femmes, et, d'autre part, l'organisation de la société, avec des rôles traditionnellement assignées aux hommes et aux femmes, qu'elle n'entend pas transgresser violemment.
Elle se maintient dans un entre-deux, qui se retrouve d’ailleurs dans la construction de son identité de femme de lettres, tout en affirmant clairement un certain nombre de droits pour les femmes. Dans les années 1830, au sein de la presse féminine, elle est une des plumes qui participent à la réflexion générale sur la condition des femmes. Un de ses articles de décembre 1833, pour le journal Conseiller des femmes, est intitulé « Des femmes et de leur véritable émancipation » et résume l'essentiel de ses convictions. Cet article commence en parlant d'esclavage : « les femmes auraient tort de prétendre nier ce qui est de toute évidence, que la nature, autant que la société, crée des ilotes, et qu'elles ont été placées, par la nature et par la société, dans une de ces classes qui semblent destinées à un perpétuel esclavage ». Pour autant, dépassant ce constat, elle affirme dans cet article la nécessaire égalité, dans la différence, des hommes et des femmes, et y dénonce le statut  juridique des femmes de l'époque, qui en fait une personne soumise, placée sous la tutelle de son mari, isolée, et sans  pouvoir, même lorsqu’il s'agit du bien-être de ses enfants. Concomitamment, l'éducatrice, qu'elle est devenue par ses ouvrages, insiste sur la nécessité de l'instruction. Et de conclure : « C'est à nous, femmes, de prouver nos droits ; c'est à nous de répandre parmi les femmes l'instruction, qui nous devient à toutes chaque jour nécessaire. »
Quelques années plus tard, un de ses romans, intitulé Émilie ou la jeune fille auteur, et publié pour la première fois en 1836, est consacré aux déboires d'une jeune femme choisissant de se consacrer à l'écriture. L'ouvrage permet ainsi à Sophie Ulliac-Trémadeure, sous couvert de fiction, de poser un regard sur la condition des femmes de lettres au XIXe siècle. C'est, bien entendu, pour gagner sa vie qu’Émilie, l'héroïne de cette fiction, commence à écrire. L'alibi est d'autant plus louable qu'il s'agit d'assurer la subsistance de ses proches. Mais Émilie, grisée par des débuts remarqués, refuse ensuite d'abandonner cette carrière littéraire et de se consacrer exclusivement à ses devoirs au sein de sa famille. Bientôt sa fille ne lui témoigne plus d'affection. Et c'est une nièce qui vient plus tard compenser en partie l'éloignement entre la mère et la fille, et à qui Émilie peut transmettre sa passion des lettres.
Son autobiographie, Souvenirs d'une vieille femme, écrite vingt-cinq ans plus tard, reflète des ambiguïtés similaires. De fait, pour Sophie Ulliac-Trémadeure, l'émancipation des femmes doit se faire, mais doit se faire en douceur et en acceptant de concilier passions et devoirs, et en assumant cette situation difficile.
Son souci de la vulgarisation scientifique qui l'a amenée à écrire de nombreux livres à caractère pédagogique sur la nature a amené l'un de ses jeunes lecteurs, Pierre Loti, à choisir une carrière qui lui permette de voyager, dans la Marine nationale, comme il le relate avec reconnaissance dans Prime Jeunesse
.

## Sources